# Vrydagzynea purpurea
Vrydagzynea purpurea är en orkidéart som beskrevs av Carl Ludwig von Blume. Vrydagzynea purpurea ingår i släktet Vrydagzynea och familjen orkidéer. Inga underarter finns listade i Catalogue of Life.